# 小行星4587
小行星4587（英語：4587 Rees）是一颗围绕太阳公转的小行星。1973年9月30日，C. J. 万·豪敦、I. 万·豪敦-格勒内费尔德、T. 赫雷爾斯在帕洛马山发现了此天体。
这颗小行星的绝对星等为83.81744850428468等。小行星4587以英國理論天文學家馬丁·里斯來命名。